# 더 빅 마우스
《더 빅 마우스》(영어: The Big Mouth)는 미국에서 제작된 제리 루이스 감독의 1967년 코미디 영화이다. 제리 루이스 등이 주연으로 출연하였다.

## 출연
- 제리 루이스
- 해럴드 J. 스톤
- 수전 베이
- 버디 레스터